# Gle Putoh (Kuta Blang)
Gle Putoh is een bestuurslaag in het regentschap Bireuen van de provincie Atjeh, Indonesië. Gle Putoh telt 407 inwoners (volkstelling 2010).